# Сан Ђусто Канавезе
Сан Ђусто Канавезе (итал. San Giusto Canavese) је насеље у Италији у округу Торино, региону Пијемонт.
Према процени из 2011. у насељу је живело 3379 становника. Насеље се налази на надморској висини од 271 м.

## Становништво
Према резултатима пописа становништва 2011. у општини је живело 3.397 становника.
| 1931. | 1936. | 1951. | 1961. | 1971. | 1981. | 1991. | 2001. | 2011. |
| ----- | ----- | ----- | ----- | ----- | ----- | ----- | ----- | ----- |
| 2.336 | 2.200 | 1.950 | 1.828 | 2.352 | 2.646 | 2.861 | 3.080 | 3.397 |